# InSuggest
InSuggest est un moteur de recommandation basé sur le Web, qui aide l'utilisateur à trouver quelque chose qu'il ne savait pas qu'il cherchait. Il a été mis en ligne en janvier 2008.
Le moteur offre des suggestions, fondées sur l'intérêt et les goûts de l'utilisateur. En ce moment, inSuggest offre un service de suggestion d'images, nommé "Image Suggest".
La technologie de l'inSuggest est inspirée par l'industrie du jeu vidéo, où il est important que tous les actions soient en temps réel, sans retards ni décalages.
Le service appartient à Web 2.0, et même si les utilisateurs améliorent progressivement leurs propres recherches, ils  améliorent aussi inSuggest lui-même.